# Anisodes pulverentula
Anisodes pulverentula är en fjärilsart som beskrevs av Swinhoe 1894. Anisodes pulverentula ingår i släktet Anisodes och familjen mätare. Inga underarter finns listade i Catalogue of Life.